# Tess of the Storm Country (1922)
Tess of the Storm Country é um filme mudo e a preto e branco estado-unidense do género drama, realizado por John S. Robertson e escrito por Elmer Harris, com base no romance homónimo de Grace Miller White. Foi protagonizado por Mary Pickford e Lloyd Hughes, sendo uma refilmagem do filme homónimo de 1914, realizado por Edwin Stanton Porter. Estreou-se nos Estados Unidos a 12 de novembro de 1922 e em Portugal a 22 de fevereiro de 1929.[carece de fontes?]

## Elenco
- Mary Pickford como Tessibel 'Tess' Skinner
- Lloyd Hughes como Frederick Graves
- Gloria Hope como Teola Graves
- David Torrence como Elias Graves
- Forrest Robinson como Orn 'pai' Skinner
- Jean Hersholt como Ben Letts
- Danny Hoy como Ezra Longman
- Robert Russell como senhor Daniel 'Dan' Jordan
- Gus Saville como senhor Longman
- Madame De Bodamere como senhora Longman